# Боровые (Слободской район)
Боровые — деревня в Слободском районе Кировской области в составе Шиховского сельского поселения.

## География
Находится на расстоянии примерно 10 км на восток-юго-восток от Нового моста через Вятку в городе Киров. 

## История
Известна с 1671 года как деревня Васкинская с 1 двором, в 1764 году учтено было 32 жителя. В 1873 году в деревне (тогда Ваксинская или Боровые) было учтено дворов 11 и жителей 93, в 1905 18 и 101, в 1926 28 и 161, в 1950 29 и 205. В 1989 году оставался 1 житель. 

## Население
Постоянное население  составляло 3 человека (русские 100%) в 2002 году, 5 в 2010.